# Сент-Таммані (парафія)
Шаблон:StateAbbr_ 30°24′ пн. ш. 89°58′ зх. д. / 30.4° пн. ш. 89.96° зх. д.
Округ  Сент-Таммані (англ. St. Tammany Parish) — округ (парафія) у штаті  Луїзіана, США. Ідентифікатор округу 22103.

## Демографія
За даними перепису 
2000 року 
загальне населення округу становило 191268 осіб, зокрема міського населення було 142792, а сільського — 48476.
Серед мешканців округу чоловіків було 93740, а жінок — 97528. В окрузі було 69253 домогосподарства, 52727 родин, які мешкали в 75398 будинках.
Середній розмір родини становив 3,15.
Віковий розподіл населення поданий у таблиці:
| Стать    | До 15 років | 15-21 | 22-29 | 30-39 | 40-49 | 50-65 | 65-85 | Понад 85 |
| -------- | ----------- | ----- | ----- | ----- | ----- | ----- | ----- | -------- |
| Чоловіки | 23055       | 9513  | 7455  | 13808 | 16537 | 15220 | 7650  | 502      |
| Жінки    | 21677       | 8932  | 8074  | 15378 | 17180 | 15279 | 9672  | 1336     |

## Суміжні округи
- Вашингтон — північ
- Перл-Рівер, Міссісіпі — північний схід
- Генкок, Міссісіпі — схід
- Новий Орлеан — південь
- Джефферсон — південний захід
- Сент-Бернард — південний схід
- Танґіпаоа — захід

## Виноски
1. ↑  U.S. Decennial Census. United States Census Bureau. Процитовано 1 вересня 2014.
2. ↑  Historical Census Browser. University of Virginia Library. Архів оригіналу за 11 серпня 2012. Процитовано 1 вересня 2014.
3. ↑  Population of Counties by Decennial Census: 1900 to 1990. United States Census Bureau. Процитовано 1 вересня 2014.
4. ↑  Census 2000 PHC-T-4. Ranking Tables for Counties: 1990 and 2000 (PDF). United States Census Bureau. Процитовано 1 вересня 2014.
5. ↑  State & County QuickFacts. United States Census Bureau. Архів оригіналу за 28 лютого 2016. Процитовано 18 серпня 2013. [Архівовано 2016-02-28 у Wayback Machine.](англ.) Наведено за англійською вікіпедією.
6. ↑  American FactFinder. Бюро перепису населення США. Архів оригіналу за 26 лютого 2012. Процитовано 31 січня 2008. [Архівовано 2008-05-21 у Wayback Machine.]

| США | Це незавершена стаття з географії США. Ви можете допомогти проєкту, виправивши або дописавши її. |